# Narcissus × medioluteus
Narcissus × medioluteus é uma espécie de planta com flor pertencente à família Amaryllidaceae. 
A autoridade científica da espécie é Mill., tendo sido publicada em The Gardeners Dictionary:...eighth edition NAR–NAR(1). 1768.

## Portugal
Trata-se de uma espécie de presença duvidosa no território português, nomeadamente em Portugal Continental.
Em termos de naturalidade é nativa da região atrás referida.

## Protecção
Não se encontra protegida por legislação portuguesa ou da Comunidade Europeia.